# 王芬
王芬，東漢末冀州刺史。汉灵帝朝，曾聯合沛國周旌、南陽許攸，平舆陈逸、隰阴襄楷試圖废灵帝，改立合肥侯的事情，並試圖勸說曹操、陶丘洪、华歆一起參加，但曹操、陶丘洪、华歆拒絕，王芬欲趁靈帝北巡時，以防黑山賊為由發兵，以便起事，但最後靈帝敕其罷兵，並召他入朝，他害怕而自殺。

## 資料來源
- 陳壽《三國志·魏書·武帝紀第一》本文
- 裴松之注所引司馬彪《九州春秋》